# Prezidentské volby v Maďarsku 2012
Prezidentské volby v Maďarsku v roce 2012 s datem konání ve středu 2. května, byly v pořadí šestou volbou maďarské hlavy státu od roku 1990.

## Zvažovaní kandidáti
- János Áder (* 1959) – právník, poslanec Evropského parlamentu za Fidesz.
- Lajos Für (* 1930) – historik, exministr obrany, exposlanec parlamentu za MDF.
- Gábor Iványi (* 1951) – metodistický kněz, exposlanec parlamentu za SZDSZ.
- Krisztina Morvai (* 1963) – poslankyně Evropského parlamentu za Jobbik.

## Výsledky
| Volba republikového prezidenta | Volba republikového prezidenta | Volba republikového prezidenta | Volba republikového prezidenta |
| Kandidát                       | Strana                         | Hlasy                          | %                              |
| ------------------------------ | ------------------------------ | ------------------------------ | ------------------------------ |
| János Áder                     | Fidesz−KDNP                    | 262                            | 67,87                          |
| PROTI Áderovi                  | PROTI Áderovi                  | 40                             | 10,36                          |
| Nehlasovalo                    | Nehlasovalo                    | 79                             | 20,47                          |
| Neplatné hlasy                 | Neplatné hlasy                 | 5                              | 1,30                           |
| Celkem hlasů                   | Celkem hlasů                   | 307                            | 79,53                          |
| Celkem poslanců                | Celkem poslanců                | 386                            | 100,00                         |